# Thamniopsis ptari-tepuiensis
Thamniopsis ptari-tepuiensis là một loài rêu trong họ Pilotrichaceae. Loài này được (E.B. Bartram) Vaz-Imbassahy & D. Costa mô tả khoa học đầu tiên năm 2009.